# Distrikt Chipurana
Der Distrikt Chipurana liegt in der Provinz San Martín in der Region San Martín in Nordzentral-Peru. Der Distrikt wurde am 31. Januar 1944 gegründet. Er besitzt eine Fläche von 306 km². Beim Zensus 2017 wurde eine Einwohnerzahl von 2298 ermittelt. Im Jahr 1993 lag diese bei 1852, im Jahr 2007 bei 1871. Sitz der Distriktverwaltung ist die 146 m hoch gelegene Ortschaft Navarro mit 317 Einwohnern (Stand 2017). Navarro befindet sich 72 km ostnordöstlich der Provinzhauptstadt Tarapoto.

## Geographische Lage
Der Distrikt Chipurana befindet sich am Westrand des Amazonasbeckens im zentralen Osten der Provinz San Martín. Der Distrikt liegt beiderseits des Río Huallaga.
Der Distrikt Chipurana grenzt im äußersten Westen an die Distrikte Chazuta und Barranquita (Provinz Lamas), im Norden an den Papaplaya, im äußersten Osten an den Distrikt Sarayacu (Provinz Ucayali) sowie im Süden an den Distrikt Huimbayoc.

## Ortschaften
Im Distrikt gibt es neben dem Hauptort folgende größere Ortschaften:
- San Pablo de Tipishca (388 Einwohner)